# Wahlbezirk Tirol 19
Der Wahlbezirk Tirol 19 war ein Wahlkreis für die Wahlen zum Abgeordnetenhaus im österreichischen Kronland Tirol. Der Wahlbezirk wurde 1907 mit der Einführung der Reichsratswahlordnung geschaffen und bestand bis zum Zusammenbruch der Habsburgermonarchie.

## Geschichte
Nachdem der Reichsrat im Herbst 1906 das allgemeine, gleiche, geheime und direkte Männerwahlrecht beschlossen hatte, wurde mit 26. Jänner 1907 die große Wahlrechtsreform durch Sanktionierung von Kaiser Franz Joseph I. gültig. Mit der neuen Reichsratswahlordnung schuf man insgesamt 516 Wahlbezirke, wobei mit Ausnahme Galiziens in jedem Wahlbezirk ein Abgeordneter im Zuge der Reichsratswahl gewählt wurde. Der Abgeordnete musst sich dabei im ersten Wahlgang oder in einer Stichwahl mit absoluter Mehrheit durchsetzen. Der Wahlkreis Tirol 19 umfasste die Gerichtsbezirke Malè, Cles und Fondo, wobei die zum Wahlbezirk 14 gehörenden Gemeinden Laurein, St. Felix, Unsere Liebe Frau im Walde (alle Gerichtsbezirk Fondo) sowie Proveis (Gerichtsbezirk Cles) vom Wahlbezirk ausgenommen waren.
Aus der Reichsratswahl 1907 ging Emanuele Lanzerotti von der Trentiner Volkspartei als Sieger hervor. Er erzielte fast 81 Prozent der Stimmen im ersten Wahlgang. Bei der Reichsratswahl 1911 setzte sich sein Parteikollege Rodolfo Grandi mit 66 Prozent ebenfalls im ersten Wahlgang durch.

## Wahlen

### Reichsratswahl 1907
Die Reichsratswahl 1907 wurde am 14. Mai 1907 (erster Wahlgang) durchgeführt. Eine Stichwahl entfiel auf Grund der absoluten Mehrheit von Emanuel Lanzerotti im ersten Wahlgang.
| Kandidat                                                                      | Partei                                  | Wahlkreisstimmen | Prozent |
| ----------------------------------------------------------------------------- | --------------------------------------- | ---------------- | ------- |
| Emanuel Lanzerotti                                                            | Trentiner Volkspartei                   | 5731             | 80,5 %  |
| Iginio Zucali                                                                 | Sozialdemokratische Partei des Trentino | 1020             | 14,3 %  |
| Luigi de Campi                                                                | Italienisch nationale Partei            | 337              | 4,7 %   |
| Sonstige                                                                      |                                         | 30               | 0,4 %   |
| Wahlberechtigte: 10708, Ungültige/Leere Stimmen: 163, Wahlbeteiligung: 68,0 % |                                         |                  |         |

### Reichsratswahl 1911
Die Reichsratswahl 1911 wurde am 13. Juni 1911 (erster Wahlgang) durchgeführt. Die Stichwahl entfiel auf Grund der absoluten Mehrheit von Josef Schraffl im ersten Wahlgang.
| Kandidat                                                                      | Partei                                  | Wahlkreisstimmen | Prozent |
| ----------------------------------------------------------------------------- | --------------------------------------- | ---------------- | ------- |
| Rodolfo Grandi                                                                | Trentiner Volkspartei                   | 4281             | 66,3 %  |
| Graf Sizzo de Noris                                                           | Italienisch nationalliberale Partei     | 1169             | 18,1 %  |
| Adolfo Bertagnolli                                                            | Sozialdemokratische Partei des Trentino | 963              | 14,9 %  |
| Sonstige                                                                      |                                         | 44               | 0,7 %   |
| Wahlberechtigte: 10639, Ungültige/Leere Stimmen: 159, Wahlbeteiligung: 62,2 % |                                         |                  |         |